# Dimitris Varos
 (novembre 2012).
Si vous disposez d'ouvrages ou d'articles de référence ou si vous connaissez des sites web de qualité traitant du thème abordé ici, merci de compléter l'article en donnant les références utiles à sa vérifiabilité et en les liant à la section « Notes et références ».
Dimitris Varos (Gr. Δημήτρης Βάρος), né en 1949 sur l'île de Chios, est un poète, journaliste et photographe grec moderne.

## Biographie
Il a été directeur et rédacteur en chef de nombreux journaux nationaux grecs, y compris Chiakos Laos, Acropolis, Ethnos, Proti, Ethnos tis Kyriakis, Typos tis Kyriakis et plusieurs revues nationales. Il est actuellement le directeur des publications imprimées et électroniques à Technoekdotiki-T Press qui publie 7 magazines mensuels.
Dimitris Varos  est également le créateur d'un certain nombre de supports d'impression en Grèce comme Ethnos tis Kyriakis, "TV-Ethnos", "Time Out", "Ergasia", "New Generation", "IQ", "Pame Athina", "Relax", "Helliniki Naftiliaki", "Kefaleo", "Car  & Track, « Logistics and Management », « Ecotec » et autres.
En tant que poète, il a publié cinq livres (Hypatia, Phryne  (ISBN 9600328218), Thirasia  (ISBN 9600319022), Spartans, Andromeda) et ses poèmes traduits en anglais. Parties de l'un de ces livres Thirasia mis en musique par le compositeur grec Giannis Markopoulos dans sa musique CD Thésée électrique, Daring unités Communications , "50 ans Giannis Markopoulos et interprété par Pavlos Sidiropoulos et le groupe Nei Epivates" "dans le théâtre antique Herodion à Athènes. Paroles de Dimitris Varos, également utilisé par le groupe de rock Vox  dans leur troisième album.

## Publications
- We are Greeks!, 2012, Bookstars Editions.  (ISBN 978-618-5015-24-4)
- Phryne (Φρύνη), 2000, Kastaniotis Editions.  (ISBN 960-03-2821-8)
- Thirasia (Θηρασία), 1997, Kastaniotis Editions.  (ISBN 960-03-1902-2)
- Andromeda (Ανδρομέδα), Chios Art-lovers Association Editions.
- O stranger (Ω ξειν), édition indépendante.